# Challenge Sprint Pro 2014
De Challenge Sprint Pro 2014 was een wielerwedstrijd in Quebec, Canada, gereden op 11 september 2014.
Dit was de vierde editie van een nieuw type wielerevenement, waarin steeds steeds drie of vier wielrenners aan de start staan en over een parcours van één kilometer onderling uitmaken welke twee van hen er naar de volgende ronde gaan. Na drie rondes waren er nog vier renners over die vervolgens de finale reden. Elke ploeg die meedeed aan de UCI World Tour-wedstrijden in Quebec (een dag later) en Montreal (drie dagen later) vaardigde een renner af, uitgezonderd Omega Pharma-Quick-Step. Ook deed er een aantal Canadese rijders mee. De Canadees Cody Canning versloeg in de finale titelverdediger Bryan Coquard.

## Deelnemers
| Namens de 18 UCI World Tour ploegen | Namens de 18 UCI World Tour ploegen | Namens de 18 UCI World Tour ploegen | Namens de 18 UCI World Tour ploegen |
| ----------------------------------- | ----------------------------------- | ----------------------------------- | ----------------------------------- |
| Hugo Houle                          | AG2R La Mondiale                    | Manuele Mori                        | Lampre-Merida                       |
| Borut Božič                         | Astana Pro Team                     | Dennis Vanendert                    | Lotto-Belisol                       |
| Nick van der Lijke                  | Belkin Pro Cycling                  | Juan José Lobato                    | Team Movistar                       |
| Amaël Moinard                       | BMC Racing Team                     |                                     | Omega Pharma-Quick-Step             |
| Jean-Marc Marino                    | Cannondale Pro Cycling              | Jens Keukeleire                     | Orica-GreenEdge                     |
| Laurent Pichon                      | FDJ.fr                              | Chris Sutton                        | Sky ProCycling                      |
| Steele Von Hoff                     | Garmin Sharp                        | Bryan Coquard                       | Team Europcar                       |
| Thierry Hupond                      | Giant-Shimano                       | Jay McCarthy                        | Tinkoff-Saxo                        |
| Alexej Tsatevitsj                   | Katjoesja                           | Hayden Roulston                     | Trek Factory Racing                 |
| Namens de Wildcardploeg             |                                     |                                     |                                     |
| Eliott Doyle                        | Canadese selectie                   |                                     |                                     |
| Top 5 Canadees kwalificatietoernooi |                                     |                                     |                                     |
| Ryan MacDonald                      | Canada 1                            | Cody Canning                        | Canada 2                            |
| Geoffroy Dussault                   | Canada 3                            | Anton Varabei                       | Canada 4                            |
| Ryan Anderson                       | Canada 5                            |                                     |                                     |

### Eerste ronde
| Plaats | Naam             | Ploeg         |
| ------ | ---------------- | ------------- |
| 1      | Bryan Coquard    | Team Europcar |
| 2      | Juan José Lobato | Team Movistar |
| 3      | Ryan Anderson    | Canada 5      |
| 4      | Manuele Mori     | Lampre-Merida |

| Plaats | Naam              | Ploeg         |
| ------ | ----------------- | ------------- |
| 1      | Steele Von Hoff   | Garmin Sharp  |
| 2      | Geoffroy Dussault | Canada 3      |
| 3      | Jay McCarthy      | Tinkoff-Saxo  |
| 4      | Thierry Hupond    | Giant-Shimano |

| Plaats | Naam              | Ploeg           |
| ------ | ----------------- | --------------- |
| 1      | Borut Božič       | Astana Pro Team |
| 2      | Ryan MacDonald    | Canada 1        |
| 3      | Alexej Tsatevitsj | Katjoesja       |
| 4      | Jens Keukeleire   | Orica-GreenEdge |

| Plaats | Naam               | Ploeg              |
| ------ | ------------------ | ------------------ |
| 1      | Eliott Doyle       | Canadese selectie  |
| 2      | Dennis Vanendert   | Lotto-Belisol      |
| 3      | Amaël Moinard      | BMC Racing Team    |
| 4      | Nick van der Lijke | Belkin Pro Cycling |

| Plaats | Naam            | Ploeg               |
| ------ | --------------- | ------------------- |
| 1      | Cody Canning    | Canada 2            |
| 2      | Laurent Pichon  | FDJ.fr              |
| 3      | Hayden Roulston | Trek Factory Racing |

| Plaats | Naam             | Ploeg                  |
| ------ | ---------------- | ---------------------- |
| 1      | Chris Sutton     | Sky ProCycling         |
| 2      | Hugo Houle       | AG2R La Mondiale       |
| 3      | Anton Varabei    | Canada 4               |
| 4      | Jean-Marc Marino | Cannondale Pro Cycling |

### Kwartfinale
| Plaats | Naam              | Ploeg             |
| ------ | ----------------- | ----------------- |
| 1      | Bryan Coquard     | Team Europcar     |
| 2      | Eliott Doyle      | Canadese selectie |
| 3      | Ryan MacDonald    | Canada 1          |
| 4      | Geoffroy Dussault | Canada 3          |

| Plaats | Naam             | Ploeg            |
| ------ | ---------------- | ---------------- |
| 1      | Steele Von Hoff  | Garmin Sharp     |
| 2      | Cody Canning     | Canada 2         |
| 3      | Dennis Vanendert | Lotto-Belisol    |
| 4      | Hugo Houle       | AG2R La Mondiale |

| Plaats | Naam             | Ploeg           |
| ------ | ---------------- | --------------- |
| 1      | Juan José Lobato | Team Movistar   |
| 2      | Borut Božič      | Astana Pro Team |
| 3      | Laurent Pichon   | FDJ.fr          |
| 4      | Chris Sutton     | Sky ProCycling  |

### Halve finale
| Plaats | Naam          | Ploeg           |
| ------ | ------------- | --------------- |
| 1      | Bryan Coquard | Team Europcar   |
| 2      | Cody Canning  | Canada 2        |
| 3      | Borut Božič   | Astana Pro Team |

| Plaats | Naam             | Ploeg             |
| ------ | ---------------- | ----------------- |
| 1      | Steele Von Hoff  | Garmin Sharp      |
| 2      | Eliott Doyle     | Canadese selectie |
| 3      | Juan José Lobato | Team Movistar     |

### Finale
| Plaats | Naam            | Ploeg             |
| ------ | --------------- | ----------------- |
| Goud   | Cody Canning    | Canada 2          |
| Zilver | Bryan Coquard   | Team Europcar     |
| Brons  | Steele Von Hoff | Garmin Sharp      |
| 4      | Eliott Doyle    | Canadese selectie |